# Rylec (archeologia)

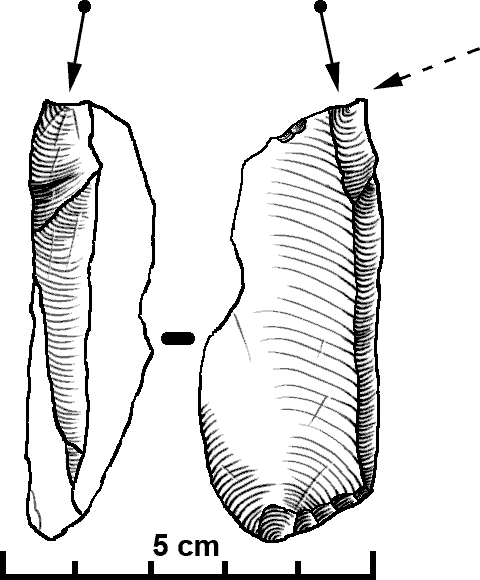
rylec klinowaty

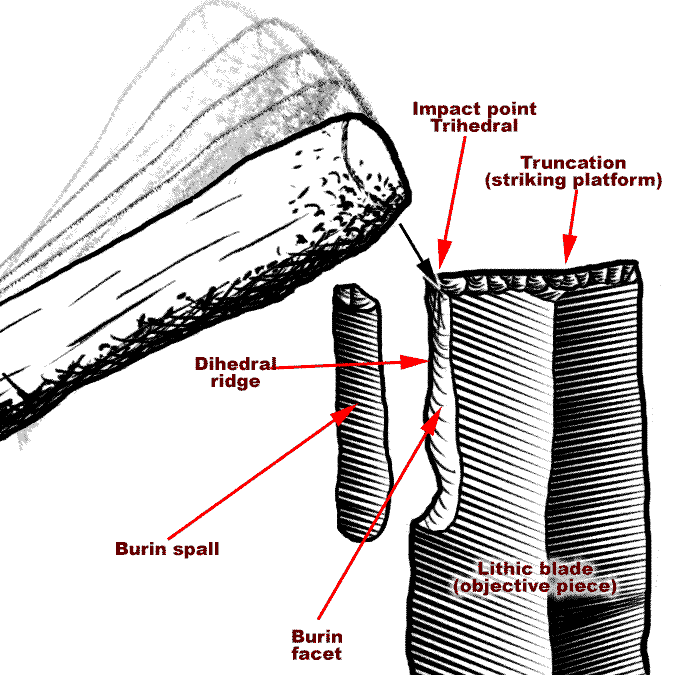
Technika wytwarzania rylca węgłowego

Rylec (fr., ang. burin) – jedna z najliczniejszych grup narzędzi krzemiennych epoki kamienia. Powstawały poprzez odbicie co najmniej jednego rylczaka, czyli wąskiego odłupka na krawędzi narzędzia, czego śladem jest negatyw rylcowy.
Najczęstsze typy rylców:
1. Rylce klinowate – wierzchołek rylca znajduje się na przecięciu dwu negatywów rylcowych:
klinowate środkowe – wierzchołek na osi półsurowiaka;
klinowate boczne – wierzchołek przechylony o 90 stopni od osi;
klinowate zboczone – wierzchołek przechylony o około 40 stopni.
2. Rylce węgłowe – wierzchołek rylca znajduje się na przecięciu negatywu rylcowego oraz wcześniej zaretuszowanej krawędzi (łuskowiska):
węgłowe zwykłe – łuskowisko jest prostopadłe do osi narzędzia;
węgłowe przechyłe – łuskowisko jest równoległe do osi narzędzia.
3. Rylce łamańce – wierzchołek znajduje się na przecięciu krawędzi złamania lub przetrącenia z odbiciem rylcowym.

Rylce mogą występować jako pojedyncze, podwójne (dwa wierzchołki) i zwielokrotnione. Wierzchołki mogą być także na dwóch końcach narzędzia. Należy podkreślić, że w trakcie użytkowania narzędzia, mogło dochodzić do wielu napraw, które czasem zmieniały typologię rylca.